# William Debourges
Pour les articles homonymes, voir Debourges.
William Debourges est un nageur français né le 29 avril 1991 à Cannes.
Il remporte le titre de champion de France sur 200 mètres brasse en 2013 et en 2016 alors qu'il évolue au CN Antibes. Il nage ensuite au CN Cannes.